# Joe Sheridan
Joseph M. „Joe“ Sheridan (* 27. November 1914 im County Longford, Irland; † 30. September 2000 im County Longford) war ein irischer Politiker der Fine Gael. Er war von 1956 bis 1961 Mitglied des Seanad Éireann und von 1961 bis 1981 Teachta Dála (Abgeordneter) im Dáil Éireann, dem irischen Unterhaus.

## Biografie
Sheridan war Landwirt und Auktionator. Er zog aus dem County Longford in das County Westmeath über Kilbeggan nach Mullingar. Dort wurde er in den Westmeath County Council gewählt. Bei einer Nachwahl 1956 wurde er in den Seanad  Éireann über die Landwirtschaftsliste und bei der Wahl 1957 über die Arbeitsliste gewählt. Als Mitglied der Fine Gael hatte er schon bei den Wahlen 1951, 1954 und 1957 versucht, für den Wahlkreis Longford–Westmeath in den Dáil einzuziehen, jedoch ohne Erfolg. Bei den Wahlen 1961 trat er als unabhängiger Kandidat an und wurde knapp gewählt. Diesen errungenen Sitz konnte er bei den Wahlen in Irland (1951–1969)#1965, 1969, 1973 und 1977 verteidigen. Zu den Wahlen zum Dáil Éireann 1981 trat er nicht mehr an.
Sheridan hatte neun Kinder, darunter die Journalistin Kathy Sheridan.